# Весткерке (Нідерланди)
Весткерке (нід. Westkerke) — селище в нідерландській провінції Зеландія. Входить до муніципалітету Толен. Наразі у селищі нараховується близько 15 будинків.
До 1816 року мало статус окремого муніципалітету.